# Daniel Goleman
Daniel Jay Goleman (* 7. března 1946, Stockton, USA) je americký psycholog. Je autorem řady publikací, v nichž se zabývá tématy z oblasti emoční a sociální inteligence nebo pozornosti. Dvanáct let přispíval na téma behaviorální psychologie a výzkumu mozkové činnosti do deníku The New York Times. Přednášel na Harvardově univerzitě. Dvakrát byl nominován na Pulitzerovu cenu.
Kromě světového bestselleru Emoční inteligence napsal knihy Práce s emoční inteligencí a Sociální inteligence nebo Pozornost: Skrytá cesta k dokonalosti. Jako spoluautor se podílel na knize Primal Leadership.

## Život a kariéra
Daniel Goleman vyrůstal v židovské rodině ve městě Stockton v Kalifornii. Jeho matka Fay Golemanová byla profesorkou sociologie , otec Irving Goleman byl profesorem humanitních věd.
Vystudoval Harvardovu univerzitu, studoval v Indii, kde se zajímal o spirituální nauku, a postdoktorandské studium absolvoval na Social Science Research Council. Svoji první knihu napsal na základě zážitků z cest po Indii a Srí Lance a popsal v ní metody meditace.
Po návratu z cest učil na Harvardově univerzitě, kde během 70. let 20. století proslul svými semináři psychologie. Jeho mentorem byl David McClelland, americký psycholog, který ho doporučil pro práci pro časopis Psychology Today. V roce 1984 začal Goleman psát pro The New York Times.
Je výkonným ředitelem agentury Emotional Intelligence Services v Sudbury ve státě Massachusetts. Žije v Berkshires.

### Ocenění
Goleman byl dvakrát nominován na Pulitzerovu cenu. Získal několik ocenění, mezi jinými například cenu Career Achievement za žurnalistiku od Americké psychologické asociace nebo Wahsburn Award za vědeckou žurnalistiku.

## Kniha Emoční inteligence
Kniha Emoční inteligence je považována za Golemanovu přelomovou práci, jež mění pohled na to, co znamená „být chytrý“. Goleman uvádí, že chytrost není udávána úspěšností v IQ testech. Ukazuje, že chápání lidské inteligence bylo dosud zúžené a že klíčová je schopnost empatie, sledování dlouhodobých cílů nebo umění domluvit se s ostatními. To souvisí s emoční inteligencí, která určuje, jak v životě budeme úspěšní a spokojení.

## Kniha Pozornost: Skrytá cesta k dokonalosti
Koncem roku 2013 vydal Daniel Goleman další významnou knihu, v níž se nyní dotýká procesu pozornosti. Publikace „Pozornost: Skrytá cesta k dokonalosti" vyšla česky v roce 2014. Autor říká, že pozornost je podceňovaná a přehlížená, ačkoli je v našich životech důležitá. „Aniž bychom si příliš všímali kuželu světla naší pozornosti, je to právě její momentální pozornost, co vytváří naše životy.“ 
Konstatuje, že žijeme v éře „neustálého vyrušování“ a ukazuje, jak s pozorností pracovat. Životní úspěch podle něho záleží na schopnosti vědomě zaměřovat pozornost (mindfulness). Své závěry opírá o výzkumy i praktické poznatky.
Rozlišuje tři hlavní typy pozornosti
1. pozornost zaměřenou dovnitř (na vlastní prožívání),
2. pozornost zaměřenou ven (na druhé) a
3. pozornost zaměřenou na širší souvislosti a systémy.

Uvádí, že pokud jsou všechny tři typy pozornosti v rovnováze, pomáhají zvyšovat produktivitu a vedou ke štěstí.
V knize ukazuje, co a jak odčerpává naši pozornost, jak trénovat nebo cvičit chytře, jak to udělat, aby byl mozek kreativnější a odpovídá také na otázku, proč potřebujeme systémové myšlení a jak ho trénovat.

## Dílo

### Česky vyšlo
- Práce s emoční inteligencí, Columbus, 2000, ISBN 80-7249-017-6
- Meditující mysl, Triton, 2001, ISBN 80-7254-165-X
- Emoční inteligence, Metafora, 2011, ISBN 978-80-7359-334-6
- Pozornost. Skrytá cesta k dokonalosti, Jan Melvil Publishing, 2014, ISBN 978-80-87270-94-3

### Další díla v angličtině
- Vital Lies, Simple Truths: The Psychology of Self Deception, Bloomsbury Publishing. ISBN 978-0-7475-3413-6 (1985)
- Healing Emotions: Conversations with the Dalai Lama on Mindfulness, Emotions, and Health, Shambhala. ISBN 978-1-59030-010-7 (1997)
- Harvard Business Review on What Makes a Leader?, Co-authors: Michael MacCoby, Thomas Davenport, John C. Beck, Dan Clampa, Michael Watkins. Harvard Business School Press. ISBN 978-1-57851-637-7 (1998)
- Primal Leadership: The Hidden Driver of Great Performance, Co-authors: Boyatzis, Richard; McKee, Annie. Harvard Business School Press. ISBN 978-1-57851-486-1 (2001)
- The Emotionally Intelligent Workplace, Jossey-Bass. ISBN 978-0-7879-5690-5 (2001)
- Destructive Emotions: A Scientific Dialogue with the Dalai Lama, Bantam Books. ISBN 978-0553801712. 2004 Pbk: ISBN 978-0-553-38105-4 (2003)
- Social Intelligence: The New Science of Social Relationships, Bantam Books. ISBN 978-0-553-80352-5 (2006)
- Ecological Intelligence: How Knowing the Hidden Impacts of What We Buy Can Change Everything, Broadway Business. ISBN 0-385-52782-9, ISBN 978-0-385-52782-8 (2009)
- The Brain and Emotional Intelligence: New Insights, More Than Sound. ISBN 978-1-93444-115-2 (2011)
- Leadership: The Power of Emotional Intelligence – Selected Writings, More Than Sound. ISBN 978-193444-117-6 (2011)